# Eleição municipal de Ribeirão Preto em 2016
A eleição municipal de Ribeirão Preto de 2016 foi realizada no dia 2 de outubro de 2016, com segundo turno realizado no dia 30 de outubro de 2016, para eleger um prefeito, um vice-prefeito e vereadores na cidade de Ribeirão Preto, no Estado de São Paulo. Duarte Nogueira (PSDB) foi eleito no segundo turno das eleições, com 56,94% dos votos válidos, e teve como vice Carlos César Barbosa (PPS). Duarte venceu o candidato Ricardo Silva (PDT), que obteve 43,06% dos votos válidos. A vitória de Nogueira representa o retorno do PSDB à Prefeitura de Ribeirão Preto após dois mandatos da prefeita Dárcy Vera (PSD).
No primeiro turno, 27 vereadores foram eleitos para a Câmara Municipal de Ribeirão Preto, sendo que nove desses candidatos foram reeleitos.

## Antecedentes
Na eleição municipal de Ribeirão Preto em 2012, a candidata Dárcy Vera do PSD foi reeleita no segundo turno com 51,97% dos votos válidos, vencendo o candidato Duarte Nogueira do PSDB, que ficou com 48,03% dos votos válidos. A candidata do PSD foi a primeira mulher a assumir a prefeitura do município de Ribeirão Preto em 2008, e em 2012, foi a primeira prefeita a conseguir se reeleger na cidade desde o ano 2000.
Durante o primeiro turno das eleições municipais de Ribeirão Preto em 2012, também foram eleitos 22 vereadores para a Câmara Municipal.

## Eleitorado
Nas eleições municipais de 2016, 435.369 pessoas estiveram aptas para votar em Ribeirão Preto, o que representa aproximadamente 64,56% da população da cidade.
No segundo turno, a votação à prefeitura se deu com um total de 315.124 votos sendo, 259.402 votos válidos (82,32%), 10.810 votos brancos (3,43%), 44.912 votos nulos (14,25%) e 120.257 abstenções (27,62%).
Contudo, o município teve a maior proporção de eleitores ausentes nos últimos 40 anos durante o segundo turno. Com mais de um quarto de seu eleitorado ausente, a cidade teve o maior índice de abstenções no interior de São Paulo, já que de seus 435.369 eleitores, 120.257 pessoas não compareceram no segundo turno das eleições municipais, o que equivale a aproximadamente 27,62% do eleitorado da cidade.

## Candidatos
| Nº | Candidato                        | Partido | Vice                              | Nome na Legenda  | Coligação                                                                             |
| -- | -------------------------------- | ------- | --------------------------------- | ---------------- | ------------------------------------------------------------------------------------- |
| 12 | Ricardo Augusto Machado da Silva | PDT     | Guilherme Feitosa (PMDB)          | Ricardo Silva    | Ribeirão Levada a Sério - PDT / PMDB / PSC / PEN / PROS / PRB / PMN / PTN / PMB / PRP |
| 14 | Rodrigo Guimarães Camargo        | PTB     | Oscar Luiz de Moura Lacerda (PTB) | Rodrigo Camargo  | PTB / PSD "Ribeirão de Verdade"                                                       |
| 18 | Fábio Issa Zan (REDE)            | REDE    | Josias Lamas (PPL)                | Fabio Zan        | Ribeirão Somos Nós - REDE / PPL                                                       |
| 40 | João Gandini                     | PSB     | Cleusa Colucci (PSB)              | Gandini          | PSB                                                                                   |
| 43 | Edmur Eodair Manfrim             | PV      | Edson Bravo (PV)                  | Professor Edmur  | PV                                                                                    |
| 45 | Antônio Duarte Nogueira Júnior   | PSDB    | Carlos Cezar Barbosa (PPS)        | Nogueira         | Juntos Vamos Mudar Ribeirão - PSDB / SD / PPS / PTC / PHS / DEM / PP / PR             |
| 50 | José Hermenegildo de Martin      | PSOL    | João Braz (PSOL)                  | Dr. Hermenegildo | PSOL                                                                                  |
| 65 | Wagner de Souza Rodrigues        | PC do B | Fernando Tremura (PT)             | Wagner Rodrigues | Nossa Cidade - PC do B / PT                                                           |
| 70 | Alexandre Ferreira de Sousa      | PT do B | Anderson Biachini (PT do B)       | Alexandre Sousa  | PT do B                                                                               |

## Debates televisionados
Foram realizados debates promovidos pelas emissoras TV Clube Ribeirão (afilada a Rede Bandeirantes), EPTV (afiliada a Rede Globo), Rede Record e SBT.

## Pesquisas
Em uma pesquisa Ibope, divulgada em 23 de agosto de 2016, Ricardo Silva (PDT) apareceu com 39% das intenções de voto, Duarte Nogueira (PSDB) 19%, Gandini (PSB) 6%, Doutor Hermenegildo (PSOL) 2%, Professor Edmur (PV) 2% e Alexandre Sousa (PTdoB), Fábio Zan (Rede), Rodrigo Camargo (PTB) e Wagner Rodrigues (PCdoB) apareceram com  1% das intenções de voto.
O Ibope também perguntou em quem eles não votariam de jeito nenhum. Duarte Nogueira (PSDB) lidera a lista com 37% de rejeição, Gandini (PSB) 25%, Ricardo Silva (PDT) 16%, Rodrigo Camargo (PTB) 15%, Alexandre Sousa (PTdoB), Fábio Zan (REDE) e Wagner Rodrigues (PCdoB), ambos com 14%, Doutor Hermenegildo (PSOL) e Professor Edmur (PV) com 12% de rejeição.
| Data de realização           | Data de divulgação   | Instituto | Número de registro no TRE | Contratante | Entrevistados | Margem de erro | Candidato           | Candidato              | Candidato     | Candidato                  | Candidato            | Candidato               | Candidato        | Candidato             | Candidato                | Não sabe/ Não respondeu | Brancos e nulos |
| Data de realização           | Data de divulgação   | Instituto | Número de registro no TRE | Contratante | Entrevistados | Margem de erro | Ricardo Silva (PDT) | Duarte Nogueira (PSDB) | Gandini (PSB) | Doutor Hermenegildo (PSOL) | Professor Edmur (PV) | Alexandre Sousa (PTdoB) | Fábio Zan (REDE) | Rodrigo Camargo (PTB) | Wagner Rodrigues (PCdoB) | Não sabe/ Não respondeu | Brancos e nulos |
| ---------------------------- | -------------------- | --------- | ------------------------- | ----------- | ------------- | -------------- | ------------------- | ---------------------- | ------------- | -------------------------- | -------------------- | ----------------------- | ---------------- | --------------------- | ------------------------ | ----------------------- | --------------- |
| de 19 a 21 de agosto de 2016 | 23 de agosto de 2016 | Ibope     | SP 05432/2016             | EPTV        | 602           | ± 4%           | 39%                 | 19%                    | 6%            | 2%                         | 2%                   | 1%                      | 1%               | 1%                    | 1%                       | 10%                     | 18%             |

Um dia antes do segundo turno da eleição, dia 29 de outubro de 2016, o Ibope divulgou uma pesquisa em que mostra empate técnico entre os candidatos Duarte Nogueira (PSDB) e Ricardo Silva (PDT), com 51% e 49% dos votos válidos, respectivamente. Para essa pesquisa, o instituto ouviu 805 eleitores, levantamento que foi registrado do Tribunal Regional Eleitoral (TRE)..
| Data de realização            | Data de divulgação    | Instituto | Número de registro no TRE | Contratante   | Entrevistados | Margem de erro | Candidato           | Candidato              | Não sabe/ Não respondeu | Brancos e nulos |
| Data de realização            | Data de divulgação    | Instituto | Número de registro no TRE | Contratante   | Entrevistados | Margem de erro | Ricardo Silva (PDT) | Duarte Nogueira (PSDB) | Não sabe/ Não respondeu | Brancos e nulos |
| ----------------------------- | --------------------- | --------- | ------------------------- | ------------- | ------------- | -------------- | ------------------- | ---------------------- | ----------------------- | --------------- |
| de 21 a 23 de outubro de 2016 | 24 de outubro de 2016 | Ibope     | SP 07071/2016             | EPTV Ribeirão | 700           | ± 4%           | 39%                 | 43%                    | 4%                      | 14%             |

## Resultados

### Prefeito
| Candidato(a)                        | Vice                              | 1º turno 2 de outubro de 2016 | 1º turno 2 de outubro de 2016 | 2º turno 30 de outubro de 2016 | 2º turno 30 de outubro de 2016 |
| Candidato(a)                        | Vice                              | Total                         | Percentagem                   | Total                          | Percentagem                    |
| ----------------------------------- | --------------------------------- | ----------------------------- | ----------------------------- | ------------------------------ | ------------------------------ |
| Duarte Nogueira (PSDB)              | Carlos Cezar Barbosa (PPS)        | 100.462                       | 39,86                         | 147.705                        | 56,94                          |
| Ricardo Silva (PDT)                 | Guilherme Feitosa (PMDB)          | 70.215                        | 27,86                         | 111.697                        | 43,06                          |
| João Gandini (PSB)                  | Cleusa Colucci (PSB)              | 36.512                        | 14,49                         | Não participaram               | Não participaram               |
| Alexandre Ferreira de Sousa (PTdoB) | Anderson Biachini (PTdoB)         | 15.089                        | 5,99                          | Não participaram               | Não participaram               |
| Rodrigo Guimarães Camargo (PTB)     | Oscar Luiz de Moura Lacerda (PTB) | 9.817                         | 3,89                          | Não participaram               | Não participaram               |
| Edmur Eodair Manfrim (PV)           | Edson Bravo (PV)                  | 6.150                         | 2,44                          | Não participaram               | Não participaram               |
| José Hermenegildo de Martin (PSOL)  | João Braz (PSOL)                  | 5.776                         | 2,29                          | Não participaram               | Não participaram               |
| Wagner de Souza Rodrigues (PCdoB)   | Fernando Tremura (PT)             | 5.498                         | 2,18                          | Não participaram               | Não participaram               |
| Fábio Issa Zan (REDE)               | Josias Lamas (PPL)                | 2.528                         | 1,00                          | Não participaram               | Não participaram               |
| → Total de votos válidos            | → Total de votos válidos          | 252.047                       |                               | 259.402                        |                                |
| → Votos em branco                   | → Votos em branco                 | 18.718                        |                               | 10.810                         |                                |
| → Votos nulos                       | → Votos nulos                     | 54.907                        |                               | 44.912                         |                                |
| Total                               | Total                             | 325.672                       |                               | 315.124                        |                                |
| Abstenções                          | Abstenções                        | 109.709                       | 25,20                         | 120.257                        | 27,62                          |
| Total de inscritos                  | Total de inscritos                | 435.369                       | 100%                          | 435.369                        | 100%                           |

### Câmara municipal de vereadores[17]
| Nome do eleito          | Quantidade de votos | Partido |
| ----------------------- | ------------------- | ------- |
| Igor Oliveira           | 8.489               | PMDB    |
| Marcos Papa             | 7.124               | REDE    |
| Bertinho Scandiuzzi     | 6.546               | PSDB    |
| Orlando Pesoti          | 6.006               | PDT     |
| Gláucia Berenice        | 5.548               | PSDB    |
| Mauricio Gasparini      | 4.504               | PSDB    |
| Lincoln Fernandes       | 3.601               | PDT     |
| Otoniel Lima            | 3.506               | PRB     |
| Nelson das Placas       | 3.283               | PDT     |
| Mauricio Vila Abranches | 3.283               | PTB     |
| Luciano Mega            | 3.267               | PDT     |
| Dr. Waldyr Villela      | 3.244               | PSD     |
| Rodrigo Simões          | 3.189               | PDT     |
| Isaac Antunes           | 3.111               | PR      |
| Alessandro Maraca       | 2.898               | PMDB    |
| Paulo Modas             | 2.576               | PROS    |
| André Trindade          | 2.536               | DEM     |
| João Batista            | 2.452               | PP      |
| Marmita                 | 2.244               | PR      |
| Marinho Sampaio         | 2.168               | PMDB    |
| Renato Zucoloto         | 1.980               | PP      |
| Elizeu Rocha            | 1.963               | PP      |
| Jean Corauci            | 1.906               | PDT     |
| Dr. Jorge Parada        | 1.844               | PT      |